# Amphilius korupi
Amphilius korupi är en fiskart som beskrevs av Skelton 2007. Amphilius korupi ingår i släktet Amphilius och familjen Amphiliidae. IUCN kategoriserar arten globalt som starkt hotad. Inga underarter finns listade i Catalogue of Life.